# Barleeiidae
Barleeiidae (thường cũng được viết là Barleeidae) là một họ ốc biển nhỏ trong nhánh Littorinimorpha.
Số lượng các loài ốc này rất phong phú. Chúng thường sống ở vùng nước cận duyên hải và bãi triều trên nền đá.
Vỏ của chúng có các dạng từ hình nón đến hình chóp cao. Lớp tráng vỏ bên trong của các loài này là loại chitinous . Chúng được đặc trưng thêm bởi phần chân đôi khi có tuyến nhầy phía sau. Cơ quan khứu giác của chúng, osphradium, được mở rộng. Ở một số loài có túi thực quản. Bộ phận sinh dục đực của chúng đôi khi được cung cấp mô tuyến tiền liệt. Các tuyến ống dẫn trứng của chúng có mô học đơn giản.
Hiện nay có rất ít nhà nhuyễn thể học đang nghiên cứu về động vật thân mềm. Vì chúng rất nhỏ (kích thước chỉ vài mm) nên rất khó nghiên cứu và phân loại. Vì vậy, những loài nhuyễn thể nhỏ này ít được biết đến hơn so với những loài lớn hơn.

## Các chi
- Ansola Slavoschevskaya, 1975
- Barleeia Clark, 1853
- Caelatura Conrad, 1853
- Fictonoba Ponder, 1967
- Ketosia Dos Santos & Absalao, 2006 [3]
- Lirobarleeia Ponder, 1983
- Protobarleeia Ponder, 1983
- Pseudodiala Ponder, 1967
- Tropidorissoia Tomlin & Shackleford, 1915